# Kellér Andor
Kellér Andor, született Keller (Budapest, 1903. május 5. – Budapest, 1963. augusztus 20.) író, újságíró, Kellér Dezső bátyja.

## Pályafutása
Keller Ábrahám és Demeter Ida (1879–1935) fia. Házalóként és piaci árusként dolgozott, miközben iskoláit magánúton végezte el. Első kabarétréfái már tizenhét éves korában színpadra kerültek, de alkotó élete első felében mindenekelőtt újságíró volt. Tizennyolc évesen Az Újságnál lett belső munkatárs, majd a Revü színházi és irodalmi lapot szerkesztette, 1924-25-ben a Világ munkatársa volt. ezt követte a 8 Órai Újság, A Reggel és a Népszava.
1928. április 16-án Budapesten, az Erzsébetvárosban házasságot kötött Faragó Margit Erzsébettel, Faragó Ödön és Faragó Janka lányával. A házasságot 1934-ben felbontatták. 1934. október 29-én Budapesten, a Józsefvárosban nőül vette Reichberger Zsuzsannát, Reichberger Vilmos és Gazdag Erzsébet lányát. Az egyik tanú Egyed Zoltán volt.
1942-ben behívták munkaszolgálatra. 1945 után a Világosság, a Szabadság, a Művelt Nép voltak munkahelyei, 1957-től pedig az Esti Hírlap szerkesztősége.
1956-ban jelent meg a Palásthy titka című kisregénye. Ezt követően könyveket írt, és egyes régebbi írásait újraírva, kibővítve könyvekké formálta azokat.

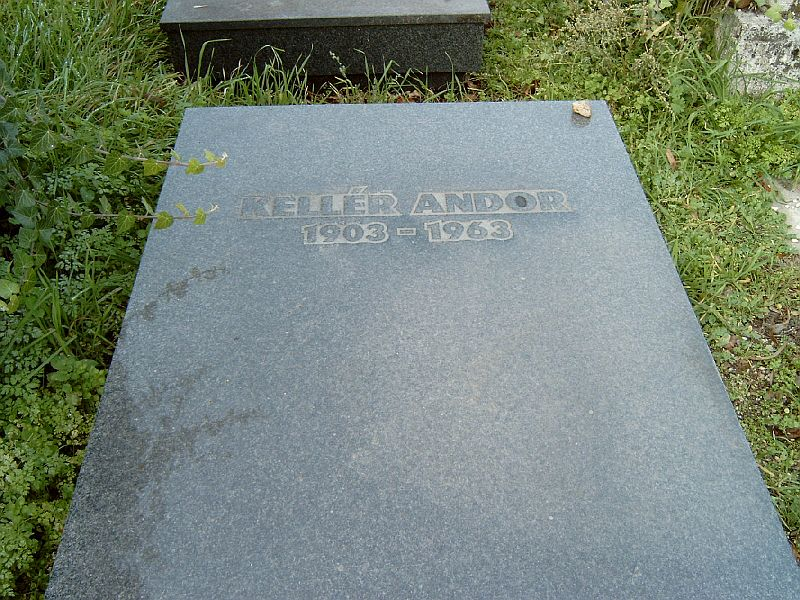
Kellér Andor sírja Budapesten. Kozma utcai izraelita temető: 5B-8-10

## Könyvei
Írásaiból egy elsüllyedt, színes világ képe bontakozik ki... Azokra figyel, akik eltérnek az átlagostól,... majd minden alakja vérbeli játékos. Nála mindenki játszik, ki kártyán, ruletten vagy lóversenyen, ki másokkal, ki önnön életével, de folyvást nyer vagy veszít.
- A gyűlölet angyala (regény, 1928)
- Szaxofon (regény, 1929)
- Negyven hotelszoba (kisregény, 1931;1957)
- A gárdista (kisregény, 1932)
- A 10.000 dolláros csekk (regény, 1932)
- Ahol már egyszer meghaltam (regény, 1933)
- A bálvány éjszakája (kisregény, 1933)
- Mattigary, a csillagok barátja (regény, 1933)
- Az úrlovas (kisregény, 1934)
- Badeni kaland (regény, 1935)
- A rulettkirály (Gály Lajosról; regény, 1936)
- Mayer Wolf fia (Wahrmann Mórról; regény, 1941)
- Zöld gyep, zöld asztal (Szemere Miklósról; regény, 1957)
- Író a toronyban (Szomory Dezső, Palásthy Marcell és Markovits Rodion életéről; írói portrék, 1958, 1979)
- Bal négyes páholy (Beöthy Lászlóról; regény, 1960)
- A titkos lakó (tárcák, esszék, emlékezések, 1962)
- Déliposta (arcképek, karcolatok, 1964)
- Az élet édes tarkasága (tanulmányok, kritikák, visszaemlékezések, regények, 1973)
- Tökász (Markovits Rodionról)
- A főispán (Szemző Gyuláról)